# 이사 레이
조이사 레이 디옵(영어: Jo-Issa Rae Diop, 1985년 1월 12일 ~ )은 미국의 영상 연출자, 배우로, 유튜브의 웹 드라마 시리즈 《뭔가 어색한 흑인 소녀》(Awkward Black Girl)로 이름을 알렸다. 세네갈인 아버지와 미국인 어머니의 혼혈로, 스탠퍼드 대학교를 졸업했다.

## 영화
- 더 헤이트 유 기브
- 헤어 러브

## TV 출연
- 보잭 홀스맨
- 새터데이 나이트 라이브
- 세서미 스트리트

## 뮤직비디오
- Happy (패럴 윌리엄스의 노래)

## 수상
- 제74회 골든 글로브상
- 제75회 골든 글로브상
- 제79회 골든 글로브상